# Goermans
Mitglieder der Familie Goermans, auch Germain, waren französische Cembalobauer mit einer flämischen Herkunft.
Johannes Goermans, mit diesem Namen signierte er seine Instrumente, wurde 1703 in Geldern geboren. Er gründete vor 1730 in Paris eine Werkstatt und wird seit diesem Jahr er als Meister der Instrumentenbauergilde in Paris geführt. Goermans heiratet im selben Jahr und war Vater von sieben Kindern. Zu diesen gehörte die Tochter Jeanne-Thérèse, eine Harfenistin. In seine Werkstatt traten sein Sohn Jacques Germain und der Schwiegersohn Jean Liborius Hermès (1749–1813) ein. Er änderte seinen Namen in das französische Jean Germain. Neben den Werkstätten von Pascal-Joseph Taskin und Henri Hemsch war seine Werkstatt eine der führenden in Paris. Er setzte sich im Jahr 1773 zur Ruhe, nachdem er anfing, unter einer Lähmung zu leiden. Nach seinem Tod übernahm sein Schwiegersohn Jean Liborius Hermès die Werkstatt.
Jean Germain II. (1735 – etwa 1795) war der älteste Sohn von Johannes Goermans. Er wurde bekannt als Händler von Cembali und war zusätzlich als Lehrer für Cembalo tätig. Er lebte in Paris und handelte mit flämischen, überarbeiteten Instrumenten der Ruckers. Diese waren in Frankreich zu dieser Zeit sehr populär.
Jacques Goermans (auch Jacob Germain, Jacobus Goermans oder Jacques Germain; etwa 1740 – 8. April 1789) war ein Sohn von Johannes Goermans. Er lernte bei seinem Vater das Handwerk des Cembalobaus und lebte in Paris. Im Jahr 1766 wurde er zum Meister im Cembalobau. Als sich das Interesse der Käufer zu den Hammerklavieren entwickelte, baute er auch diese und war einer der frühen Instrumentenbauer, die dieses Instrument bauten. Nach seinem Tod führte sein Schwager Hermès bis zu seinem Tod im Jahr 1813 die Werkstatt.

## Erhaltene Instrumente

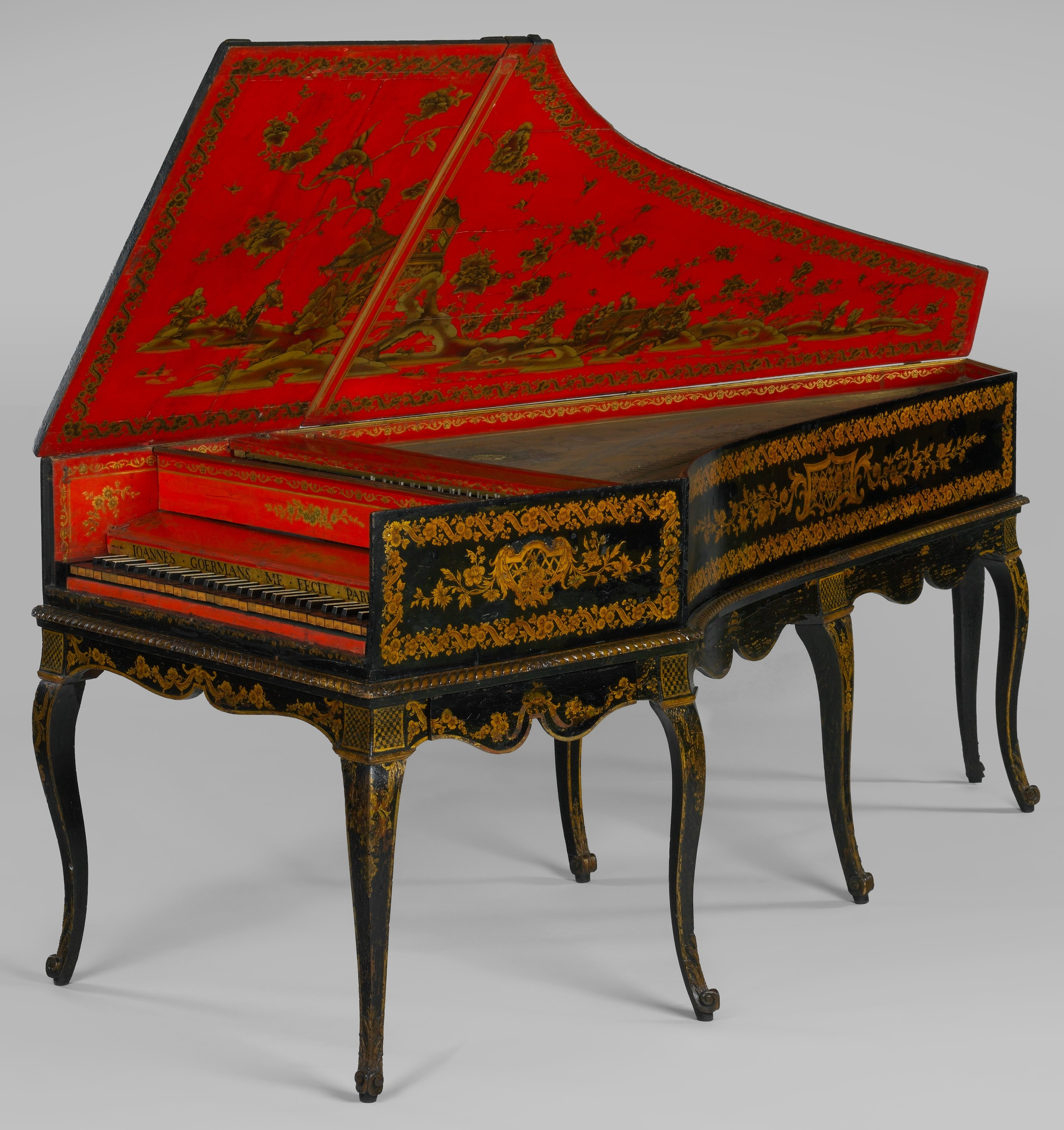
Zum Klavier umgebautes Cembalo von Jean Goermans von 1754.

Von Johannes Goermans sind acht erhaltene Instrumente bekannt. Ein Cembalo aus dem Jahr 1748 befindet sich in privatem Besitz in Philadelphia, und ein weiteres aus dem Jahr 1750 gehört dem Bates College in Oxford. Im Metropolitan Museum of Art befindet sich ein Cembalo aus dem Jahr 1754. Ein Cembalo von 1764, welches 1783 durch Pasqual-Joseph Taskin überarbeitet wurde, befindet sich in der Russel Collection in Edinburgh.
Das bekannteste Instrument von Jacques Goermans ist ein Cembalo aus dem Jahr 1782 mit einem Umfang von 21 Tasten pro Oktave. Darauf ist in eine Stimmung gelegt, welche von dem französischen Komponisten Jean-Benjamin de la Borde entwickelt wurde.